# Boldumsaz
Boldumsaz es una localidad de Turkmenistán, en la provincia de Daşoguz.
Se encuentra a una altitud de 79 m sobre el nivel del mar. 

## Demografía
Según estimación 2010 contaba con una población de 23728 habitantes.